# Lun Bawang
Die Lun Bawang sind ein indigenes Volk auf der südostasiatischen Insel Borneo. Sie werden zu den Dayak gezählt. Die Lun Bawang besiedeln traditionell das Hochland von Ostkalimantan im indonesischen Teil Borneos, den Distrikt Temburong in Brunei, in Ostmalaysia den Südwesten von Sabah und die Region Limbang im Norden Sarawaks. Früher wurden sie oft als Murut bezeichnet, obwohl sie sprachlich und kulturell eher mit den Kelabit verwandt sind.
Im malaysischen Sarawak werden die Lun Bawang den Orang Ulu zugeordnet; während sie im benachbarten Sabah und dem Krayan Tal in Kalimantan im Allgemeinen als Lundayeh oder Lun Daye bezeichnet werden. Auf regionaler Ebene bezeichnen sich die Lun Bawang mit verschiedenen Namen, etwa Lun Lod, Lun Baa' oder Lun Tana Luun.
Die Lun Bawang betreiben traditionell Ackerbau und Viehzucht. Als Vieh werden Geflügel, Schweine und Wasserbüffel gehalten. Zusätzlich wird gejagt und gefischt.